# 埃文斯峰
埃文斯峰（英語：Evans Peak）

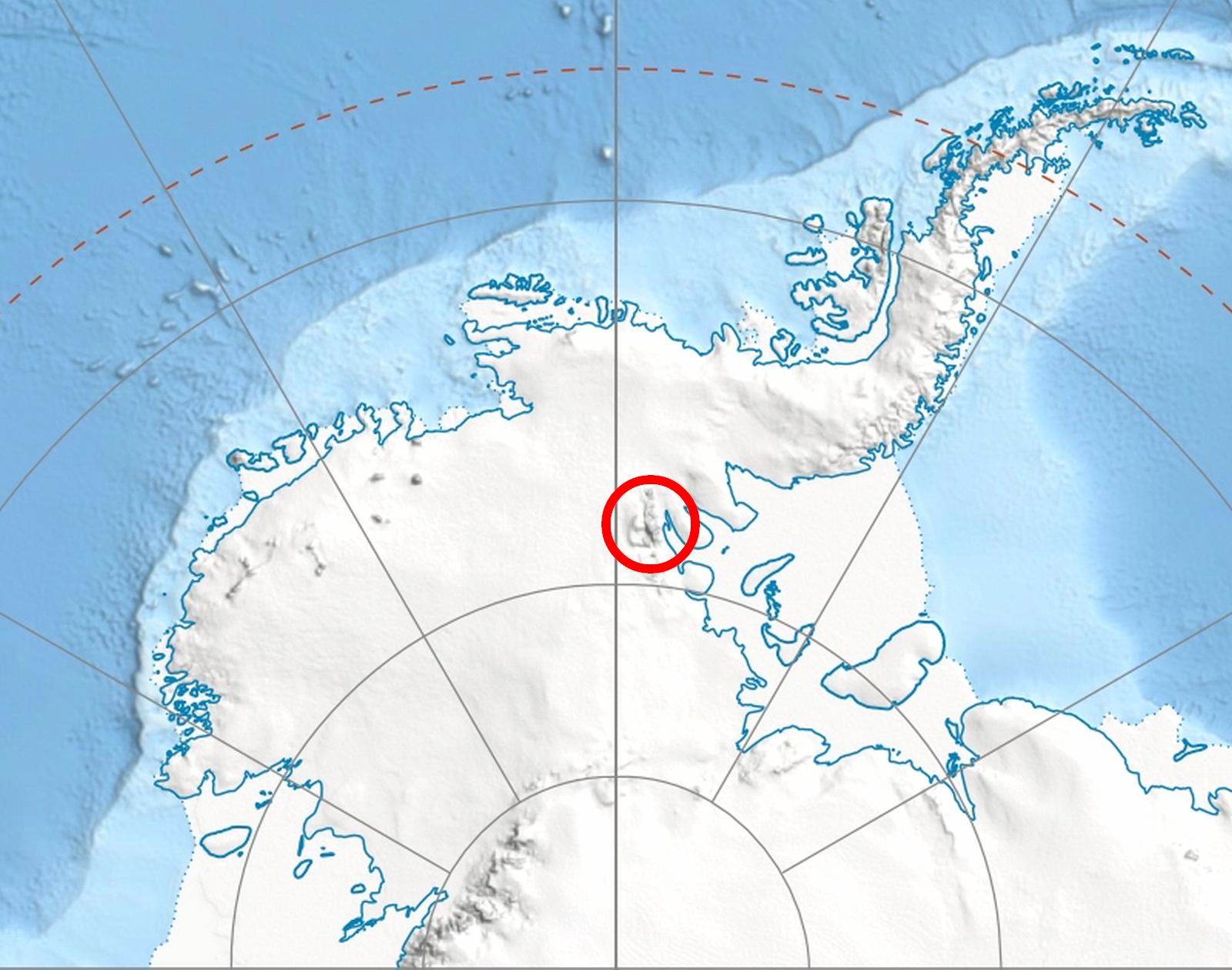

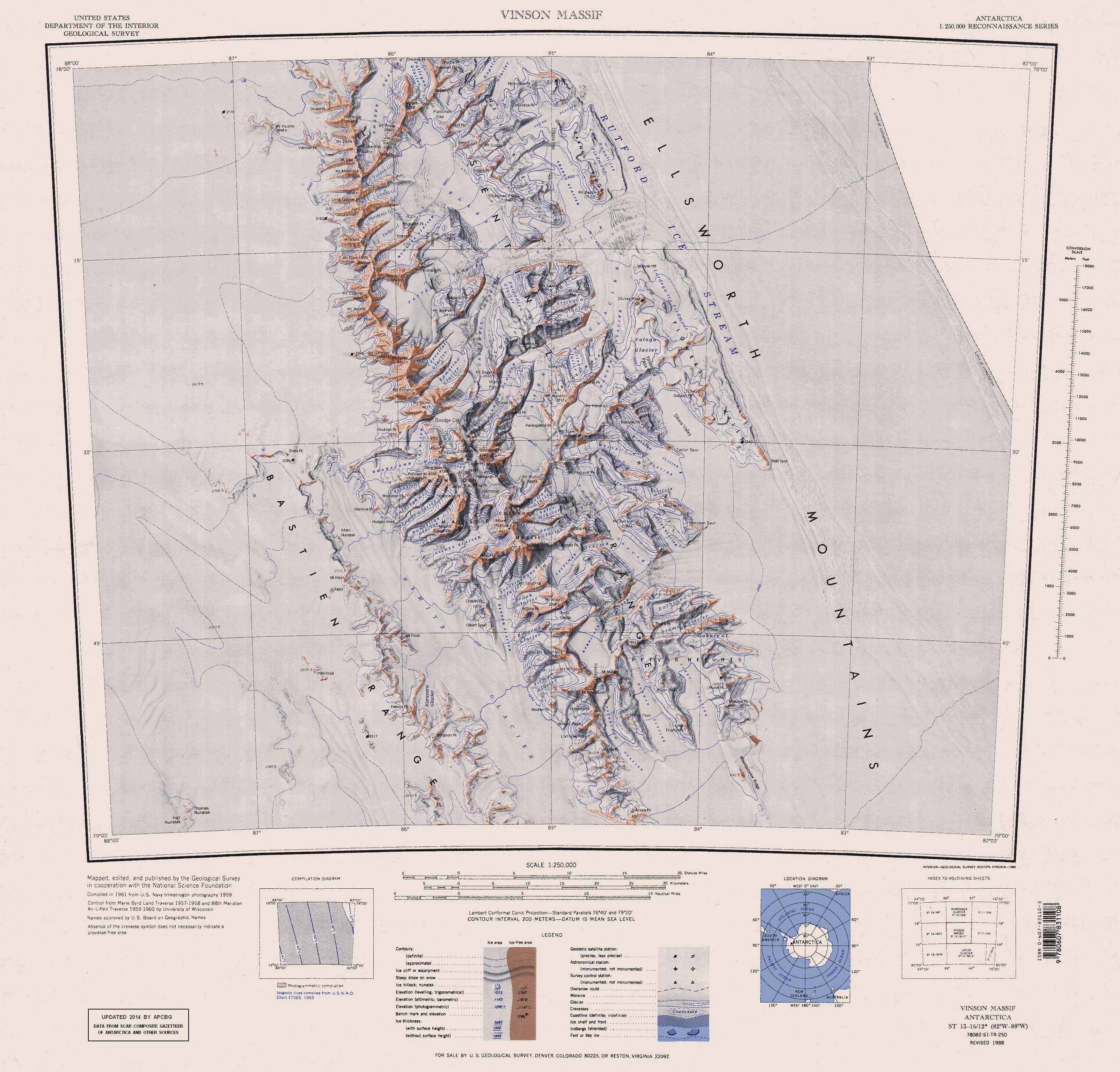

是南極洲的山峰，位於埃爾斯沃思地，屬於埃爾斯沃思山脈中森蒂納爾嶺的一部分，海拔高度3,950米，以明尼蘇達大學的地質學家命名。

## 外部連結
- SCAR Composite Antarctic Gazetteer（页面存档备份，存于）.

78°17′S 85°58′W / 78.283°S 85.967°W